# جي كلايد ميتشل
جيمس كلايد ميتشل (بالإنجليزية: James Clyde Mitchell)‏ (21 يونيو 1918 بيترماريتسبورج - 15 نوفمبر 1995) كان عالم اجتماع وباحثًا أنثروبولوجيًا بريطانيًا.
في عام 1937 ساعد ميتشل في تأسيس مجموعة معهد رودس ليفينغستون لأخصائيي الأنثروبولوجيا الاجتماعية وعلماء الاجتماع، وهي الآن جزء من جامعة زامبيا. تأثر بـ Max Gluckman وأجرى بحثًا مهمًا حول تحليل الشبكات الاجتماعية في جامعة مانشستر. في الأربعينيات من القرن الماضي، أجرى بحثًا ميدانيًا في النظم الاجتماعية والظروف الاجتماعية في وسط أفريقيا (جنوب ملاوي) وأجرى مقابلات مع رؤساء الأسر في القرى والمناطق الحضرية ومراقبة العادات. في عام 1952 كان عضوا في لجنة تحرير مجلة روديسيا الشمالية.
درس ميتشل تحليل الشبكة وكان عضوًا مؤسسًا للشبكة الدولية لتحليل الشبكات الاجتماعية، حيث ساهم في مجلة Connections.